# Skladišnica
Skladišnica, jamstveni dokument koji može izdati za to ovlašteni skladištar, a na temelju ugovora o uskladištenju. Skladišnica dokazuje da postoji polog u određenoj količini i kvaliteti robe dan na čuvanje u skladište.
U skladišnicu se unose svi bitni podaci o pologu, ali ona na sebi može nositi i vrijednost pologa iskazanu u valuti kako bi se na temelju toga iznosa moglo ostvariti založno pravo.
Skladišnica se sastoji od priznanice i založnice, pri čemu prva daje pravo prodaje robe ako nema zaloga, dok imatelj založnice ima pravo naplate založnog potraživanja prema ugovoru sklopljenom s imateljem skladišnice.